# Adelaide (Australië)
Adelaide (soms ook als Adelaïde met een trema geschreven) is de hoofdstad van de Australische deelstaat Zuid-Australië.

## Beschrijving
De stad ligt aan de Golf St. Vincent, aan de zuidkust van Australië. Ze telt 1,3 miljoen inwoners (2013) en is daarmee de vijfde grootste stad in Australië op basis van inwoners. Adelaide werd in 1836 gesticht en is genoemd naar Adelheid van Saksen-Meiningen (Queen Adelaide), de echtgenote van de toen regerende Engelse koning Willem IV.
Adelaide staat wel bekend als de 'City of Churches' vanwege de vele kerken die de stad telt. Kenmerkend voor de stad, in tegenstelling tot de andere grote steden in het land, is het vrijwel geheel ontbreken van hoogbouw in het centrum van de stad.
Een andere veelgebruikte benaming is "20 minute city", dit vanwege de goede bereikbaarheid van vrijwel alle plekken in en zelfs buiten de stad. Zo ben je (buiten de spits) met de auto of bus binnen 20 minuten vanuit het CBD (Central Business District) bij het strand in Glenelg, in de Adelaide Hills of in McLaren Vale. Dit is voor een groot deel te danken aan kolonel William Light. Hij ontwierp de stad als een raster met brede boulevards, omgeven door parken. Vanuit het CBD wordt het verkeer via een aantal hoofdwegen de buitenwijken ingeleid. 
De Glenelg-tram, de enige tramlijn in Zuid-Australië, verbindt het noorden van de stad met het hoofdstation, het centrum, het zuiden van de stad en Glenelg en beschikt over een vrijwel geheel eigen baan waardoor ook in de spits de badplaats binnen 20 minuten vanuit het centrum kan worden bereikt. 
Rondom Adelaide liggen belangrijke wijngebieden, waaronder Barossa Valley op zo'n 50 kilometer ten noordoosten van de stad. Adelaide is mede beroemd om het 'Festival of Arts'. Het festival wordt sinds 1960 elk even jaar gehouden en behoort tot de grootste ter wereld. Verschillende vormen van kunst komen er aan bod. Sinds 2015 is Adelaide een UNESCO City of Music.
In 2022 had Adelaide de hoogste mediane leeftijd in Australië (39,4 jaar) van de grote steden (landelijk: 38,5 jaar).

## Geografische en administratieve indeling
De stad is verdeeld in 19 lokale eenheden:
- Adelaide Hills Council
- City of Adelaide
- City of Burnside
- City of Campbelltown
- City of Charles Sturt
- City of Holdfast Bay
- City of Marion
- City of Mitcham
- City of Norwood Payneham & St Peters
- City of Onkaparinga
- City of Playford
- City of Port Adelaide Enfield
- City of Prospect
- City of Salisbury
- City of Tea Tree Gully
- City of Unley
- City of West Torrens
- Town of Gawler
- Town of Walkerville

## Sport
Het Stratencircuit van Adelaide is een stratencircuit waarop de Grand Prix van Australië werd gereden. Het was het toneel voor een aantal ronden van het wereldkampioenschap Formule 1.

## Stedenbanden
- Austin (Verenigde Staten), sinds 1983
- Christchurch (Nieuw-Zeeland), sinds 1972
- George Town (Maleisië), sinds 1973
- Himeji (Japan), sinds 1982